# Mourniés (Lassíthi)
Ne doit pas être confondu avec Mourniés (La Canée).
Mourniés, en grec moderne : Μουρνιές, est un village du dème d'Ierápetra, dans le district régional de Lassíthi, de la Crète, en Grèce. Selon le recensement de 2011, la population de Mourniés compte 105 habitants.
Le village est situé à une altitude de 310 m et à une distance de 22 km d'Ierápetra.

## Recensements de la population
| Recensements | 1900 | 1920 | 1928 | 1940 | 1951 | 1961 | 1971 | 1981 | 1991 | 2001 | 2011 |
| ------------ | ---- | ---- | ---- | ---- | ---- | ---- | ---- | ---- | ---- | ---- | ---- |
| Population   | 380  | 332  | 332  | 234  | 328  | 270  | 183  | 203  | /    | 83   | 105  |